# Diathese (Medizin)
Eine Diathese beschreibt in der Medizin die Neigung des Körpers zu einer bestimmten Krankheit oder einem bestimmten Symptom. In Abgrenzung zur Disposition werden mit Diathese nur Neigungen zu Erkrankungen eines spezifischen Organsystems bezeichnet.
Spezielle Formen sind unter anderem:
- atopische Diathese – genetisch bedingte Neigung zur Atopie
- allergische Diathese – Neigung zu Allergien
- angioneurotische Diathese – Neigung zu Störungen der Gefäßregulation
- exsudative Diathese – entzündliche Hauterkrankungen mit Flüssigkeitsabsonderung oder Erkrankungen mit erhöhter Blutgefäßdurchlässigkeit und Bildung von Exsudaten. Die Lehre von der exsudativen Diathese wurde 1905 von dem Kinderarzt Adalbert Czerny[1] begründet
- hämorrhagische Diathese – Neigung zu Blutungen
- uratische Diathese – Neigung zu Gicht
- thrombophile Diathese (Syn. Thrombophilie) –  Neigung zur Bildung von Blutgerinnseln
- Steindiathese – Neigung zur Bildung von Nierensteinen